# Schaatsen op de Olympische Winterspelen 2014 - 10.000 meter mannen
De 10.000 meter mannen op de Olympische Winterspelen 2014 werd op 18 februari 2014 in de Adler Arena in Sotsji, Rusland verreden.
De Noorse schaatsers Håvard Bøkko en Sverre Lunde Pedersen zagen enkele dagen voor aanvang af van deelname aan deze afstand, omdat ze zichzelf geen medaillekansen toedichtten en zich volledig op de ploegenachtervolging wilden richten. Ook de Rus Ivan Skobrev en de Fransman Alexis Contin zeiden af. Rusland had het recht om drie startplaatsen in te vullen, maar vulde er uiteindelijk slechts één in. Noorwegen en Frankrijk vulden hun startplekken niet in. Drie van de vijf vervallen startplaatsen werden opgevuld. Duitsland en de Verenigde Staten kregen beide een extra startplek en Polen kreeg een startplek toegewezen.
Sven Kramer was gebrand om hier goud te halen omdat hij vier jaar eerder door een verkeerde wissel zijn goud zag vervallen.
Bob de Jong wilde graag op zijn laatste olympische spelen zijn 4de medaille halen op de 10 km. Dit zou hem lukken en hij zou derde worden.
Jorrit Bergsma zette voordat Kramer moest rijden een wereldtijd neer, 12.44,45. Dit was een wereldrecord laaglandbanen, een olympisch record en een persoonlijk record voor Bergsma.
Kramer had heel lang een voorsprong op dit schema maar zag in de laatste 7 rondes dat verschil stukje bij beetje slinken en moest uiteindelijk het hoofd buigen voor Bergsma. Regerend olympisch kampioen Lee Seung-hoon reed tegen Kramer en kon een tijdje met hem mee maar zakte uiteindelijk in elkaar en finishte als 4de.

## Tijdschema
| Datum       | Lokale tijd | MET   |
| ----------- | ----------- | ----- |
| 18 februari | 17:00       | 14:00 |

## Records
Records voor aanvang van de Spelen van 2014.
| Titelhouder      | Lee Seung-hoon | KOR | 12.58,55 | Vancouver         |
| Wereldrecord     | Sven Kramer    | NED | 12.41,69 | Salt Lake City    |
| Olympisch record | Lee Seung-hoon | KOR | 12.58,55 | Vancouver         |
| Baanrecord       | Jorrit Bergsma | NED | 12.57,69 | WK afstanden 2013 |

## Statistieken

### Uitslag
| #      | Naam                   | Land | Tijd           |
| ------ | ---------------------- | ---- | -------------- |
| Goud   | Jorrit Bergsma         | NED  | 12.44,45 OR/BR |
| Zilver | Sven Kramer            | NED  | 12.49,02       |
| Brons  | Bob de Jong            | NED  | 13.07,19       |
| 4      | Lee Seung-hoon         | KOR  | 13.11,68       |
| 5      | Bart Swings            | BEL  | 13.13,99       |
| 6      | Patrick Beckert        | GER  | 13.14,26       |
| 7      | Shane Dobbin           | NZL  | 13.16,42       |
| 8      | Moritz Geisreiter      | GER  | 13.20,26       |
| 9      | Jevgeni Serjajev       | RUS  | 13.28,61       |
| 10     | Emery Lehman           | USA  | 13.28,67       |
| 11     | Patrick Meek           | USA  | 13.28,72       |
| 12     | Dmitri Babenko         | KAZ  | 13.33,18       |
| 13     | Alexej Baumgärtner     | GER  | 13.44,39       |
| 14     | Sebastian Druszkiewicz | POL  | 13.45,31       |

### Startlijst
| Rit | Binnenbaan             | Buitenbaan         |
| --- | ---------------------- | ------------------ |
| 1   | Sebastian Druszkiewicz | Patrick Meek       |
| 2   | Moritz Geisreiter      | Shane Dobbin       |
| 3   | Jevgeni Serjajev       | Emery Lehman       |
| 4   | Dmitri Babenko         | Patrick Beckert    |
| 5   | Bob de Jong            | Alexej Baumgärtner |
| 6   | Bart Swings            | Jorrit Bergsma     |
| 7   | Lee Seung-hoon         | Sven Kramer        |

1924 · 
1928 · 
1932 · 
1936 · 
1948 · 
1952 · 
1956 · 
1960 · 
1964 · 
1968 · 
1972 · 
1976 · 
1980 · 
1984 · 
1988 · 
1992 · 
1994 · 
1998 · 
2002 · 
2006 · 
2010 · 
2014 ·
2018 ·
2022